# Orangina

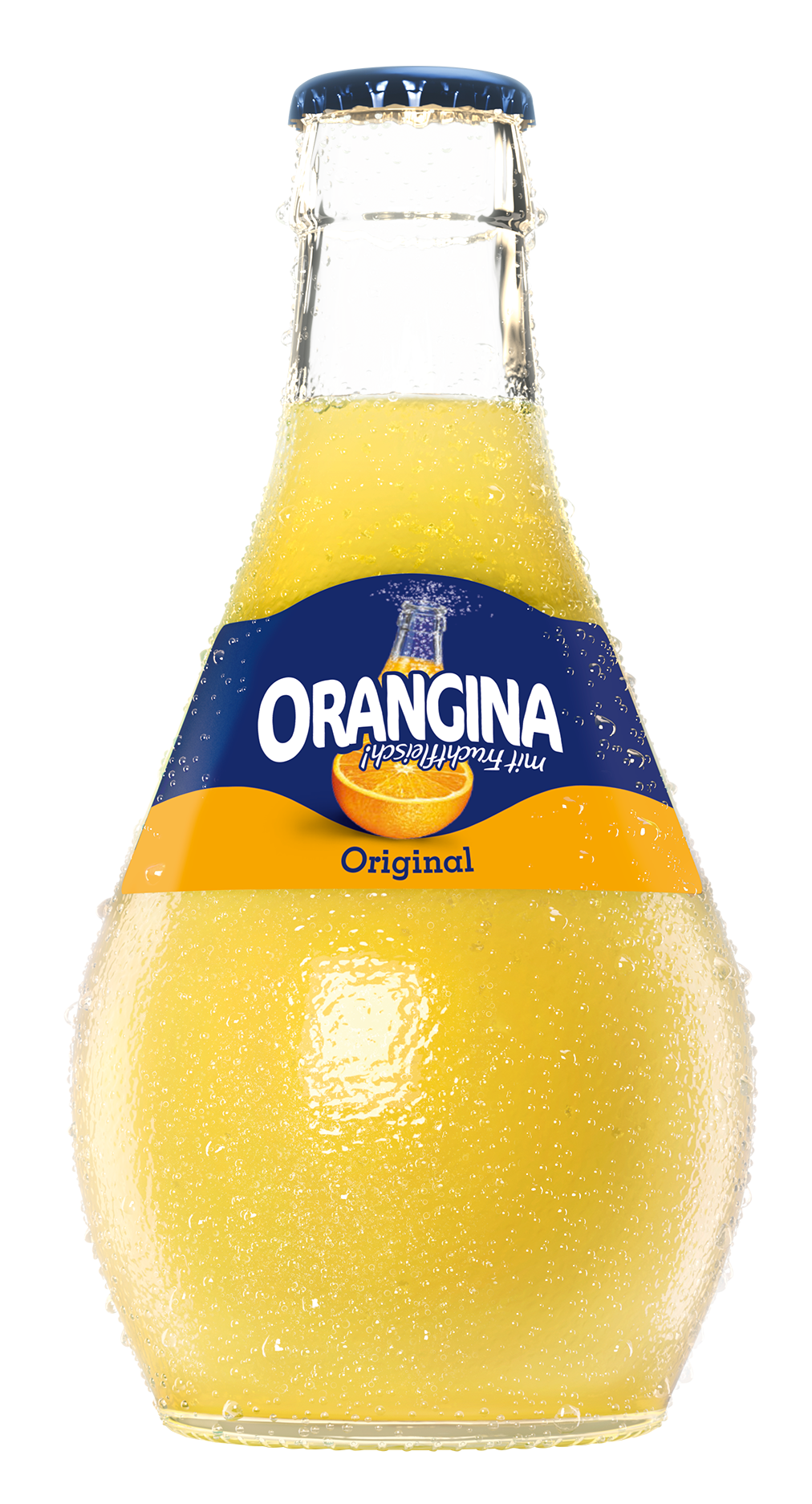
Orangina Original 0,25l Flasche

Orangina (/oʁãˈʒiːna/) ist der Markenname eines kohlensäurehaltigen Erfrischungsgetränks aus Fruchtsaftkonzentraten mit der Besonderheit, dass auch echtes Fruchtfleisch enthalten ist.

## Geschichte
Das Getränk wurde ursprünglich von dem spanischen Pharmazeuten Augustin Trigo Mirallès entwickelt und 1935 unter dem Namen Naranjina auf einer Messe in Marseille der Öffentlichkeit vorgestellt. Dort kaufte der Franzose Léon Beton die Vertriebsrechte und führte den Namen Orangina ein; produziert wurde zunächst in Boufarik (Algerien). 1951 wurde Orangina in Frankreich eingeführt.
Nach der Unabhängigkeit Algeriens 1962 wurde die Produktion nach Marseille verlegt, und Orangina verbreitete sich zunehmend in Frankreich unter der Führung von Léons Sohn Jean-Claude Beton (1925–2013). Im Jahr 1984 wurde Orangina Teil der Pernod-Ricard-Gruppe. 2001 verkaufte Pernod-Ricard seine Softdrink-Aktivitäten, inklusive Orangina, dann an Cadbury Schweppes und seit dem Jahr 2006 besitzt die Krombacher Brauerei die Vertriebsrechte der Marke für Deutschland und Österreich. 2024 wurden die Vertriebsrechte in der Schweiz und Liechtenstein von den Feldschlösschen Getränke auf die Aproz Sources Minérales übertragen.

## Sorten
- Orangina Original hat einen Mehrfruchtsaftgehalt von 12 % und echtes Fruchtfleisch. Die Mixtur besteht aus  verschiedenen Zitrusfrüchten u. a. Zitrone, Mandarine und Grapefruit.[6]
- Orangina Zero ist die zuckerfreie Variante.[7]
- Orangina Rouge enthält Grapefruits, Orangen, Limonen und Mandarinen.[8]

## Andere Getränke gleichen Namens

### Eglisauer Orangina
Von 1935 bis in die 1980er-Jahre wurde in der Schweiz von den Mineralquellen Eglisau, die auch Vivi Kola herstellten, eine Orangenlimonade ohne Fruchtfleisch unter demselben Namen vertrieben, aber mit anderem Schriftzug und anderer Flaschenform. Sie wurde mit mehreren künstlerischen Werbesujets beworben.
Das Eglisauer-Orangina wurde unter Lizenz nach dem spanischen Originalrezept hergestellt. Nachdem Betons Sohn die spanischen Markenrechte übernommen hatte, musste auch in Eglisau auf die neue Rezeptur und die neue Kugelflasche umgestellt werden. Gemäß den Erinnerungen des ehemaligen Verkaufsdirektors der Mineralquelle Eglisau war die Umstellung und Einführung der neuen Rezeptur nicht ganz einfach.

### Orangina in der DDR
In der DDR wurde vom VEB Neubrandenburger Brauerei ebenfalls ein Fruchtsaftgetränk unter dem Namen Orangina hergestellt.